# Mario Kaneda
Mario Kaneda (japanisch 金田 まりお Kaneda Mario) ist eine japanische Mangaka, die auch unter den Namen Kinzō Ibara, Aku Nikka und Junsa Buchō veröffentlichte.

## Werdegang und Werk
Ihre Karriere begann Kaneda mit der erotischen Fantasy-Geschichte Kono Yo no Hate de Koi wo Utau Shōjo YU-NO von 1997. Auch danach schuf sie vor allem erotische und pornografische Werke, darunter viele Komödien und einige Fantasy-Geschichten oder solche mit übernatürlichen Elementen. Neben den kommerziellen Werken schuf die einige Fancomics zu bekannten Serie (Dōjinshi), darunter zu Seiken Densetsu und Darker than Black. Von 2001 bis 2005 erschien ihre längste Serie: Girls Bravo, eine Geschichte über einen Jugendlichen mit allergischen Reaktionen auf Berührungen von Mädchen und einem Mädchen aus einer anderen Welt. Ab 2006 kam der Manga auch auf Deutsch bei Carlsen heraus und wurde in mehrere andere Sprachen übersetzt. 2004 entstand in Japan eine Umsetzung als Anime-Fernsehserie. Auf Girls Bravo folgten einige kürzere Serien von Kaneda. Ab 2010 erschien mit Hamidoru! dann wieder eine längere Serie, nun über eine mit geringem Erfolg kämpfende weibliche Idol-Gruppe.

## Bibliografie (Auswahl)
- Kono Yo no Hate de Koi wo Utau Shōjo YU-NO (この世の果てで恋を唄う少女YU-NO, 1997, 1 Band)
- Romance wa Tsurugi no Kagayaki II (ロマンスは剣の輝き2, 2000, 1 Band)
- Romance wa Tsurugi no Kagayaki II Plus (ロマンスは剣の輝き2PLUS, 2000, 1 Band)
- Girls Bravo (2001–2005, 10 Bände)
- MMR - Magical Maid Ruri (MMR ～マジカルメイド・ルリ～, 2004, 1 Band)
- Jūsho Mitei (2005–2007, 3 Bände)
- Saving Life (2005–2007, 3 Bände)
- Wild Pitch (わいるど☆ぴっち, 2005–2007, 3 Bände)
- Labian Extase (2008–2009, 2 Bände)
- Death/Communication (2008–2009, 4 Bände)
- Hamidoru! (はみどる!, 2010–2011, 5 Bände)
- Banana wa Ane ni Hairimasu ka? (バナナは姉に入りますか?, 2012–2013, 2 Bände)
- Purin ☆ a la Domo!! (プリン☆あら・どーも!!, 2016)